# Philopotamus ludificatus
Philopotamus ludificatus là một loài Trichoptera trong họ Philopotamidae. Chúng phân bố ở miền Cổ bắc.